# Мића Тумарић
Мића М. Тумарић (Нови Сад, 14. октобар 1949) српски је новинар и писац.

## Биографија
Мића М. Тумарић рођен је у Новом Саду, а одрастао  у Шиду, у Срему, где је започео каријеру новинара и писца.

### Новинар
Био је, поред осталог, дописник „Политике“ из Шида и новинар у редакцији новосадског „Дневника“. Сарађивао са бројним листовима и часописима у СФРЈ за које је углавном писао репортаже и цртице. Неки од медија са којима је сарађивао укључују: „Вечерње новости“, „Глас омладине“, „Сремске новине“, „Комунист“, „Омладинске новине“, „Младост“, „Руско слово“, „Политика експрес“, „Радио Београд“, „Радио Нови Сад“, „Радио Шид“, „Радио Темерин“, „Рад“, „Саобраћајна ревија“, „Планинар“, „Шидске новине“. За новинарски рад добио више награда и признања.

### Сатиричар
Књижевним радом бави се од 1973. године. Пише приче, афоризме, епиграме, песме, есеје, књижевну критику...
Радови и књиге превођени су му на енглески, руски, мађарски, русински, словачки, словеначки, македонски, румунски, бугарски...
Заступљен у педесетак антологија у земљи и иностранству. Уредник и коаутор антологије „Десет на десет“ у којој су представљени сатиричари из Војводине и Републике Српске. 
Писац бројних резензија о књигама хумора и сатире. Аутор неколико изложби афоризама и више врста афористичких разгледница. Члан домаћих и страних књижевних жирија. Члан књижевног круга Cercul Honoris Causa у оквиру часописа на румунском језику „Лумина“. Од 2015. године почасни члан Нааманове куће културе у Бејруту, Либан.
Уредник и члан редакције часописа за књижевност и културу „Шидина“ у Шиду, члан редакција часописа за хумор и сатиру „Носорог“ у Бања Луци. Био је уредник више десетина књига прозе и уредник хумора и сатире у листовима и часописима. Двадесетак година имао сталну рубрику (Ја, Он, Они) у „Дневниковом“ подлистку „Коприве“.
Члан је Друштва књижевника Војводине и Друштва новинара Војводине.
Живи у Новом Саду, где ради као самостални уметник.

## Награде и признања
За књижевни рад добио бројне награда и признања, међу којима су: прва награда за сатиру часописа „Бродолом“ (Славонски Брод); награда за сатиричну причу на годишњем конкурсу Радио Београда; награда за афоризме београдског листа „Јеж“; награда за афоризме на конкурсу часописа „Берекин“ (Сплит); прва награда за сатиричну причу на конкурсу шабачке „Чивијаде“ (2002); прва награда (Grand Prix) за афоризме на међународном конкурсу у Струмици, Македонија (2004); књижевна награда „Цар Урош“ за збирку афоризама „Књига утисака“ (2003); награда београдског листа „Данас“ за сатиричну причу (2005); прва награда „Чивијаде“ у Шапцу за најбољу сатиричну причу (2006); награда „Јаша Томић“ за војвођански хумор (први добитник, 2007) од Удружења новинара Србије и Друштва новинара Војводине; почасна награда за комплетно стваралаштво Фондације „Наџи Наман“, Бејрут, Либан (2015); Златна диплома, награда за животно дело, Фестивал комичног и критичног „Смејада“, Бања Лука (2017); прва награда за сатиричну причу на јубиларном, педесетом, конкурсу шабачке „Чивијаде“ (2018)...